# 靳辉明
靳辉明（1934年12月—2024年3月1日），男，汉族，山西侯马人，中华人民共和国马克思主义哲学家，中国社会科学院研究员、学部委员。曾任中国人民大学马克思主义发展史所副所长、所长，中共中央宣传部理论局局长，第九、十屆全國政協委員。